# 缨冠蜂鸟
缨冠蜂鸟（学名：Lophornis ornatus），是雨燕目蜂鸟科的一种鸟类。
缨冠蜂鸟体重约2.3克，翼长约37.2毫米，嘴峰长约12毫米，喙宽度约1.2毫米，喙厚度约1.2毫米，跗蹠长约6.3毫米，尾长约24.8毫米。缨冠蜂鸟在其分布区内为留鸟，其栖息在半开放的人工改造的环境中，食性为杂食性。
缨冠蜂鸟分布于委内瑞拉东部、特立尼达岛和圭亚那至巴西北部。该物种是单型物种，没有亚种分化。